# Fred Hersch
Pour les articles homonymes, voir Hersch.
Fred Hersch, né le 21 octobre 1955 à Cincinnati aux États-Unis, est un pianiste américain de jazz.
Particulièrement réputé pour son jeu en piano solo, il enregistre souvent en duo et dans diverses formations. C'est également un enseignant influent. Pour DownBeat, il fait partie « des musiciens les plus brillants de sa génération ».

## Biographie

### Jeunesse
Fred Hersch nait à Cincinnati en 1955. Son père Henry est avocat. Sa grand-mère maternelle est violoniste semi-professionnelle et sa grand-mère paternelle joue du piano.
Fred commence l'étude du piano classique à 4 ans, et jusqu'à 12-13 ans, sa professeure Jeanne Kirstein lui donne des cours privés de théorie musicale, de composition et d'analyse, ce qui lui permet d'intégrer des concepts avancés (contrepoint, écriture à quatre voix, basse chiffrée…) très jeune.
Il commence à composer à 7 ans. Il devient une petite célébrité locale en apparaissant à 10 ans dans une émission pour enfants dominicale, The Skipper Ryle Show. Cette année-là, il compose une comédie musicale sur Peter Pan pour son école, et refuse les propositions des enseignants pour la modifier ou la raccourcir. À la même époque, il participe à un concours de composition, et arrive avec seulement des esquisses. Il annonce qu'il va jouer sa composition A Windy Night, en improvise la majeure partie, et repart avec le premier prix.
Il découvre le jazz en entrant au Grinnell College (en). Il abandonne alors ses études pour jouer dans des clubs autour de Cincinnati, où il apprend le jazz sur le tas,. Après sa première jam session, le saxophoniste Jimmy McGary l'emmène écouter le célèbre Diminuendo and Crescendo in Blue de Ellington at Newport, avec le solo de 27 chorus de Paul Gonsalves. McGary lui explique l'importance du sens du rythme. Hersch, alors âgé de 18 ans, va acheter tous les disques qu'il trouve avec Autumn Leaves, le seul morceau qu'il connait. Il repart avec des disques de Chet Baker, Miles Davis, Ahmad Jamal, Bill Evans, Oscar Peterson, Sarah Vaughan, Cannonball Adderley…
Pour approfondir son apprentissage, il entre au conservatoire de musique de la Nouvelle-Angleterre en 1975, où il étudie auprès du pianiste Jaki Byard pour le jazz et de Gunther Schuller pour le classique. Il est diplômé avec mention en 1977,,.

### Début de carrière
Après son diplôme, il repart à Cincinnati, où il joue avec Art Pepper et Woody Herman. Il s'installe ensuite à New York en 1977, à 21 ans, où il fait ses armes comme sideman en club, où il est rapidement repéré par des grands noms comme Billy Harper (en), Sam Jones, Art Farmer ou encore Joe Henderson,,. Il participe à ses premières sessions en 1979, avec Yama de Art Farmer et Awakening de Billy Harper (en).
Dans les années 1980, il forme son trio, tout en jouant aux côtés de Chris Connor, Joe Henderson, Stan Getz, Toots Thielemans ou Eddie Daniels. En 1983, il crée son studio d'enregistrement consacré au jazz, Classic Sound, qui produira environ 150 albums jusqu'en 1986.
En 1984 parait Horizons, son premier album en tant que leader, avec Marc Johnson et Joey Baron. La même année il enregistre As One (en), premier album enregistré avec la clarinettiste Jane Ira Bloom.
C'est à cette époque qu'il découvre qu'il est séropositif.
En 1986, il enregistre Sarabande en trio avec Charlie Haden et Joey Baron. L'album est réédité en 2016, à la mort du contrebassiste.
En 1989 il enregistre The French Collection (Jazz Impressions of French Classics) aux côtés de Eddie Daniels, Kevin Eubanks, James Newton et Toots Thielemans, sur lequel on entend des arrangements de pièces de Debussy, Fauré, Poulenc, Ravel et Satie. En 1994 il réédite l'expérience avec des compositeurs russes (Red Square Blue - Jazz Impressions of Tchaikovsky, Rachmaninoff, Scriabin, Rimsky-Korsakoff, Gliere, Liadov, Mussorgsky (Angel Records).

### Reconnaissance
En 1993, au cours d'une soirée au bénéfice de la lutte contre le SIDA, il fait son coming out homosexuel et révèle être séropositif depuis 1984.
Durant la décennie 1990, Fred Hersch enregistre de nombreux albums, dont un certain nombre lui attire des éloges et des prix : Evanessence: Tribute to Bill Evans (1990), Dancing in the Dark (1992), I Never Told You: Fred Hersch Plays Johnny Mandel (1994).
Forward Motion, paru en 1991, est son premier disque avec uniquement des compositions originales, écrites pour saxophone ténor, violoncelle, contrebasse et batterie.
Fred Hersch Plays Billy Strayhorn, paru en  1995, signe le début de sa longue collaboration avec Nonesuch Records. Certains de ces albums sont des hommages : Plays Rodgers & Hammerstein (1996) et Thelonious (1997). Au fil des années, il enregistre sur différents labels : Nonesuch pour les enregistrements en solo, Sunnyside pour son Pocket Orchestra, Palmetto pour son quintet, Naxos pour sa musique entre classique et jazz, et d'autres pour des projets divers.
Enregistré en duo avec Bill Frisell, Songs We Know (1998) donne à entendre quelques-unes des compositions préférées des musiciens.
En 2001, il publie l'ambitieux triple album Songs Without Words, qui mélange compositions originales, standards et chansons de Cole Porter.
En 2003, il bénéficie d'une bourse Guggenheim pour la composition, grâce à laquelle il écrit Leaves of Grass, inspiré par le recueil de Walt Whitman. La musique se rapproche d'un oratorio, avec des passages en spoken word, d'autres chantés, avec une place à l'improvisation. Hersch est joue au sein d'un octet avec notamment Tony Malaby, Erik Friedlander et John Hollenbeck,.
En 2007, Night & the Music lui permet de retrouver le format plus intime du trio.

### Coma et retour à la scène

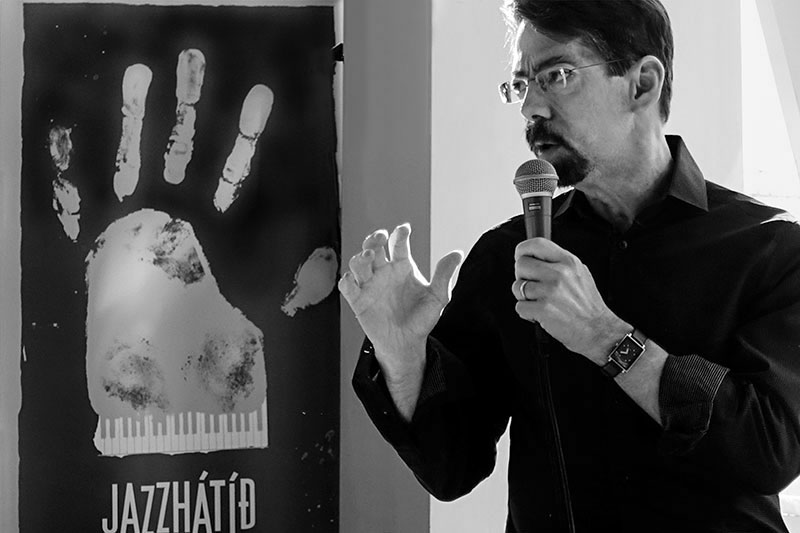
Fred Hersch en 2017.

En 2008, Hersch développe une forme de démence induite par la migration du virus du VIH dans son cerveau. Il a des hallucinations et des crises de paranoïa. Il est dans le coma pendant deux mois au Saint Vincent's Catholic Medical Centers (en), au cours desquels ses organes vitaux (reins, poumons…) montrent des signes alarmants. Il est incapable de s'alimenter ou de boire pendant huit mois en tout. Il réussit pourtant à survivre, et à son réveil, une partie de ses fonctions motrices sont altérées, et il peut à peine tenir un stylo. Durant plusieurs mois, il fait une longue rééducation pour retrouver son habileté au piano. S'il ne retrouve pas toute sa technique, il se sent en pleine forme créative, et joue une musique qui ne demande pas d'esbrouffe.
Son premier album paru après cette crise est Fred Hersch Plays Jobim, enregistré en piano solo et salué par la critique,.

### Suite de la carrière
En 2010, parait Whirl (Pamletto) enregistré en trio avec John Hébert et Eric McPherson. L'album est sur plusieurs listes de meilleurs albums de l'année,,.
Il est le premier pianiste à jouer une semaine entière en solo au Village Vanguard de New York. Sa deuxième résidence en solo au club donne lieu à un disque (Alone at the Vanguard, 2011), il enregistre l'année suivante en trio dans le même club (Alive at the Vanguard, 2013), album nommé aux Grammy Awards et qui reçoit en France le Grand prix du disque de l'Académie Charles-Cros,,,.
Il publie trois albums en 2013 : Fun House avec Benoît Delbecq, Only Many en duo avec Ralph Alessi, et Free Flying (en) en duo avec Julian Lage.
En 2014, son album en trio Floating est nommé aux Grammy Awards,,. La même année parait My Coma Dreams, un DVD restituant un spectacle multimédia avec 11 musiciens et vocaliste, écrit en collaboration avec le librettiste Herschel Garfein. Le concert, enregistré en 2011, est inspiré par des rêves et cauchemars qu'il a eus pendant son expérience du coma,,.
En 2016, les réalisatrices Charlotte Lagarde et Carrie Lozano lui consacrent le documentaire The Ballad of Fred Hersch. L'année suivante, il publie une autobiographie Good Things Happen Slowly.
En 2017 parait Open Book, un album en piano solo construit de Through the Forest, une improvisation d'une vingtaine de minutes jouée au cours d'un concert à Séoul,,. L'album est coup de cœur Jazz et Blues de l'Académie Charles-Cros.
Sur Begin Again (2019), le pianiste, que l'on connait surtout pour son travail en petite formation, enregistre pour la première fois avec un big band, celui de la WDR dirigé par Vince Mendoza,,,.
Pendant les confinements de la pandémie de Covid-19, il joue un morceau en direct sur Facebook tous les jours. Il décide de profiter de ce temps chez lui pour enregistrer sur son Steinway, avec son matériel maison. Il choisit des morceaux dont les paroles résonnent avec lui : After You've Gone en référence à Trump, Get Out of Town pour son déménagement en Pennsylvanie après avoir longtemps vécu à Manhattan, When I'm Sixty-Four par rapport à son âge au moment de l'enregistrement… L'album Songs From Home sort en 2020 chez Palmetto Records,.
En 2021, Palmetto Records publie en coffret les six disques enregistrés en dix par son fameux trio avec John Hébert et Eric McPherson : Whirl (2010), Alive at the Vanguard (2012, double album), Floating (2014), Sunday Night at the Vanguard (2016) et Live in Europe (2018),,.
En 2022, il collabore avec le Crosby Street String Quartet sur Breath by Breath,. Il enregistre également en duo avec Enrico Rava l'album The Song Is You,.
En 2023 parait Alive at the Village Vanguard (en), en duo avec Esperanza Spalding au chant. L'album est nommé deux fois aux Grammy Awards,,.
Silent, Listening, enregistré en mai 2023 et paru en avril 2024, est son premier album solo chez ECM,.

### Enseignement
De 1980 à 1986, Fred Hersch enseigne au conservatoire de musique de la Nouvelle-Angleterre. Il donne également de nombreux cours particuliers. Parmi ses nombreux élèves, on peut citer Brad Mehldau, Ethan Iverson ou Jason Moran,.

### Vie privée

#### Homosexualité
S'il est l'un des premiers musiciens de jazz à affirmer ouvertement son homosexualité, pendant plusieurs années, Fred Hersch a caché son orientation sexuelle par peur d'être discriminé dans le milieu du jazz très masculin et plutôt conservateur,,. Il raconte qu'un après-midi, Stan Getz devait venir répéter chez lui. Quand le saxophoniste sonne, Hersch panique et court dans sa salle de bain pour cacher la brosse à dents de son compagnon : « tout à coup, je me suis demandé ce que je faisais. C'est chez moi, c'est ma vie. J'ai décidé que j'allais m'ouvrir à propos de tout, et être moi-même. Cette période de coming out m'a permis de prendre confiance en tant que compositeur. J'avais l'impression qu'il fallait que je m'exprime tant que je le pouvais ».
En 2010, il est en couple avec Scott Morgan depuis plusieurs années,.

#### Séropositivité
Il parle également ouvertement de sa séropositivité, qu'il a découverte au milieu des années 1980,. Cette épée de Damoclès, qui lui fait penser que chaque album peut être le dernier, le pousse à jouer la musique qu'il a envie de jouer sans trop se soucier des modes et du public,.

#### Engagements
Il est engagé pour la défense des droits des homosexuels ainsi que pour la recherche contre le VIH, en enregistrant des albums caritatifs, en donnant des concerts ou en prononçant des discours lors de soirées caritatives ou lors de rencontres médicales,.

## Style
« On dit que je sonne comme Fred [Hersch]. C'est parce que Fred a eu une grosse influence sur moi et sur beaucoup de musiciens d'aujourd'hui. Dans son univers musical, des éléments de l'histoire du jazz et de toute la musique s'assemblent d'une manière très contemporaine. Son style s'appuie sur une recherche d'idées singulières et de la beauté. Je ne ferais pas ce que je fais si je n'avais pas appris auprès de Fred, et je pense que c'est vrai de pas mal de monde. »

— Brad Mehldau.
Parmi ses influences, on peut citer Ahmad Jamal, Bill Evans ou Oscar Peterson, ainsi que son maitre Jaki Byard. On retrouve également « la concentration extatique de Keith Jarrett, de la patience épique de Bill Evans et du sens du swing de Tommy Flanagan ». Pour autant, sa trajectoire est singulière et iconoclaste, et ne s'inscrit réellement dans aucun des courants du jazz à partir des années 1990 : il n'est ainsi pas un néotraditionaliste, il est trop romantique pour être de l'avant-garde et trop sérieux pour faire de la musique d'ambiance.
Son jeu est lyrique, portant l'influence de sa formation classique, notamment par son emploi du contrepoint,.
Il est réputé pour son jeu en solo, mais joue aussi beaucoup en duo, noramment avec Ralph Alessi, Julian Lage ou Esperanza Spalding.
Son répertoire est très étendu. Il connait de très nombreux standards de jazz, et a une affection particulière pour les compositions de Thelonious Monk et Antônio Carlos Jobim. Il joue également des chansons de Paul McCartney ou Joni Mitchell. Dans son choix de morceaux, il prête une importance particulière au sens des paroles.

## Récompenses

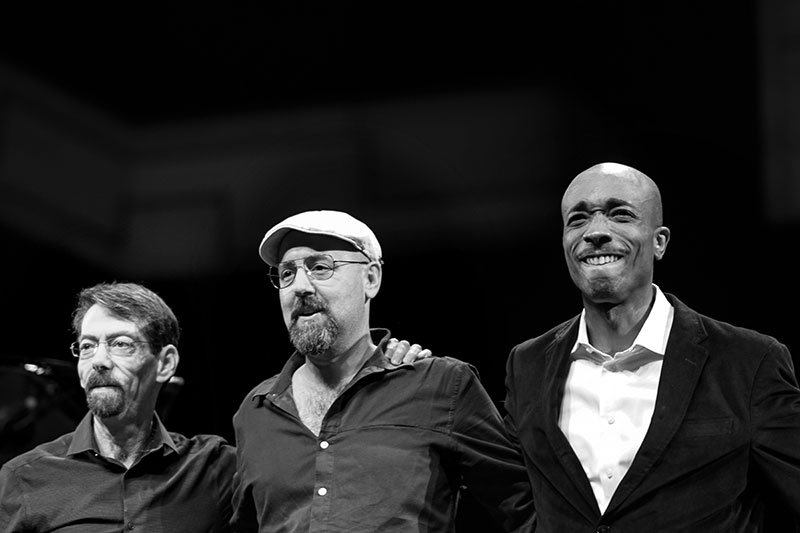
Fred Hersh avec les membres de son trio John Hérbert et Eric McPherson.

Fred Hersch est « pianiste de l'année » pour la Jazz Journalists Association (en) en 2011, 2016 et 2018. Il est pianiste de l'année pour les critiques de DownBeat en 2015.
- 2001 : Prix du meilleur disque de l'année de l'Académie du jazz pour Songs Without Words[41]
- 2003 : bourse Guggenheim en composition[1]
- 2012 : Grand Prix du Disque de l'Académie Charles-Cros pour Alive at the Vanguard
- 2015 : Prix de l'Académie du jazz pour son album Solo[42]
- 2016 : bourse Doris Duke Performing Artist Award (en)
- 2017 : Prix in Honorem et coup de cœur Jazz et Blues 2017, décerné par l'Académie Charles-Cros pour l'ensemble de sa carrière, et à l'occasion de la sortie d'Open Book et de son autobiographie Good Things Happen Slowly[23]

### Nominations
Fred Hersch est nommé pour 17 Grammy Awards :
- 1993 : meilleur solo de jazz improvisé pour Dancing In The Dark
- 1995 : meilleur solo de jazz improvisé pour I Never Told You sur Fred Hersch Plays Johnny Mandel
- 2006 : meilleure composition instrumentale (en) pour Valentine
- 2011 : meilleur album de jazz instrumental pour Alone at the Vanguard
- 2011 : meilleur solo de jazz improvisé pour Work
- 2013 : meilleur solo de jazz improvisé pour Song Without Words #4: Duet
- 2014 : meilleur album de jazz instrumental pour You & The Night & The Music
- 2014 : meilleur solo de jazz improvisé pour Floating
- 2016 : meilleur album de jazz instrumental pour Sunday Night at the Vanguard (en)
- 2016 : meilleur solo de jazz improvisé pour We See
- 2017 : meilleur album de jazz instrumental pour Open Book
- 2017 : meilleur solo de jazz improvisé pour Whisper Not
- 2018 : meilleur album de jazz instrumental pour Live in Europe (en)
- 2018 : meilleur solo de jazz improvisé pour We See
- 2019 : meilleure composition instrumentale pour Begin Again
- 2024 : meilleur album de jazz vocal pour Alive at the Village Vanguard (en), avec Esperanza Spalding
- 2024 : meilleur solo de jazz improvisé pour But Not For Me, sur l'album Alive at the Village Vanguard (en), avec Esperanza Spalding

## Filmographie
- 2009 : Let Yourself Go: The Lives of Fred Hersch, documentaire de Katja Duregger[44]
- 2016 : The Ballad of Fred Hersch, documentaire de Charlotte Lagarde et Carrie Lozano[18],[45]

### Articles sur Fred Hersch
- (en) David Hajdu, « Giant Steps: The Survival of a Great Jazz Pianist », The New York Times,‎ 28 janvier 2010 (lire en ligne, consulté le 13 février 2024).